# اسکات راکنفیلد
اسکات راکنفیلد (انگلیسی: Scott Rockenfield؛ زادهٔ ۱۵ ژوئن ۱۹۶۳) موسیقی‌دان اهل ایالات متحده آمریکا است.